# 芨芨槽子站
芨芨槽子站位于新疆维吾尔自治区乌鲁木齐县芨芨槽子村，是兰新铁路的一座火车站，等级为四等站，距兰州站1873公里，距乌鲁木齐站19公里，本站及相邻上下行区间均为电气化区段。本站仅办理货运，不办理客运业务。邮政编码为830083。